# Цифровая крепость
«Цифровая крепость» (англ. Digital Fortress) — роман американского писателя Дэна Брауна. В книге рассказывается о противостоянии Агентства национальной безопасности в лице лучшего криптографа США Сьюзан Флетчер и таинственного злоумышленника. Под угрозой — вся секретная информация США.

## Сюжет
Убит бывший сотрудник АНБ, который прославился своей гениальностью в области компьютерной технологии и создал не поддающийся декодированию шифр для защиты электронной информации. Суперкомпьютер АНБ не может расшифровать сложный шифр, сделанный, как полагают сотрудники АНБ, с помощью шифровальной программы «цифровая крепость». На самом деле программы «цифровая крепость» не существует, шифр оказывается не тайным посланием, а вирусом, созданным для уничтожения суперкомпьютера, который может взломать любой шифр методом грубой силы. Вирус создал бывший сотрудник АНБ (Танкадо), который сделал это, чтобы отомстить за своё увольнение, бомбардировку своей родной страны (Японии) атомными бомбами в 1945 году и для того, чтобы предотвратить тотальную слежку за людьми. В конце концов сотрудники АНБ понимают, что в их компьютере вирус, и обезвреживают его. Тайна существования суперкомпьютера сохранена, хотя он и уничтожен.

## Принцип Бергофского
В романе фигурирует фиктивная теорема — «Принцип Бергофского», суть которой сводится к тому, что любой шифр можно взломать путём применения метода грубой силы, и таким образом, нахождение ключа к шифру любой сложности является лишь вопросом времени.

Принцип Бергофского… недвусмысленно гласит, что если компьютер переберет достаточное количество ключей, то есть математическая гарантия, что он найдет правильный.— Дэн Браун, «Цифровая крепость»
Это высказывание формально верно, однако не несёт никакой практической пользы для криптографии, так как для расшифровки шифра недостаточно найти нужный ключ, но необходимо ещё понять, что именно этот ключ — нужный. Некоторые шифры (например, основанные на принципе одноразового блокнота), не дают такой возможности, поэтому являются принципиально невзламываемыми путём перебора ключей. К тому же ничто не мешает зашифровать информацию несколько раз, что делает метод перебора ключей бессмысленным.
Более того, в современных криптографических системах количество ключей настолько велико, что на их перебор на всех самых современных компьютерах одновременно уйдёт намного больше, чем несколько миллиардов лет.